# The Equalizer
The Equalizer é uma série de televisão estadunidense.

## Sinopse
O ex-agente da CIA Robert McCall tem como alvo pessoas desesperadas em situações de emergência para oferecer-lhes ajuda e proteção e para restaurar a justiça. McCall não é um super-herói imprudente, mas sim um cara introvertido e reservado. Muitas vezes ele pode ser visto na série em seu sedã Jaguar (XJ-6).

## Visão geral
A série policial compreende 88 episódios de 45 minutos cada e foi produzida e transmitida pela CBS de 1985 a 1989.
Em 1987, Edward Woodward recebeu o Globo de Ouro de melhor ator em série dramática.
A música tema da série foi criada por Stewart Copeland, membro fundador e baterista do grupo The Police.

## Elenco
| Personagem                | Ator             |
| ------------------------- | ---------------- |
| Robert McCall             | Edward Woodward  |
| Mickey Kostmayer          | Keith Szarabajka |
| Control                   | Robert Lansing   |
| Tenente Jefferson Burnett | Steven Williams  |
| Tenente Isadore Smalls    | Ron O'Neal       |
| Scott McCall              | William Zabka    |
| Sargento Alice Shepherd   | Chad Redding     |
| Pete O'Phelan             | Maureen Anderman |
| Tenente Brannigan         | Eddie Jones      |

## Adaptações
Em 2014, a série foi refeita para o cinema pelo diretor Antoine Fuqua. Robert McCall é interpretado por Denzel Washington no filme de mesmo nome. O filme foi lançado em 26 de setembro nos cinemas dos Estados Unidos, a data de lançamento no Brasil era 25 de setembro de 2014.
The Equalizer 2 é um thriller de ação estadunidense de 2018 dirigido por Antoine Fuqua. The Equalizer 2 é a sequência do filme de 2014 The Equalizer. Nos Estados Unidos, o filme foi lançado no dia 20 de julho de 2018 nos cinemas, o lançamento no cinema brasileiro foi no dia 16 de agosto de 2018.
Em 7 de fevereiro de 2021, após a transmissão do Super Bowl LV, a CBS exibiu o primeiro episódio da nova série com Queen Latifah no papel principal e título.